# Wilson Botanic Park Berwick
Wilson Botanic Park Berwick är en park i Australien. Den ligger i regionen Casey och delstaten Victoria, omkring 40 kilometer sydost om delstatshuvudstaden Melbourne. Wilson Botanic Park Berwick ligger 106 meter över havet.
Runt Wilson Botanic Park Berwick är det tätbefolkat, med 286 invånare per kvadratkilometer.. Närmaste större samhälle är Berwick, nära Wilson Botanic Park Berwick.
Runt Wilson Botanic Park Berwick är det i huvudsak tätbebyggt. Genomsnittlig årsnederbörd är 1 251 millimeter. Den regnigaste månaden är maj, med i genomsnitt 154 mm nederbörd, och den torraste är januari, med 51 mm nederbörd.